# 謝艾
謝艾（？—353年），敦煌人。中國十六國時期前涼官員、將領，曾經為前涼多次擊敗來侵的後趙軍隊。

## 生平
謝艾初為前涼君主張重華的主簿。建興三十四年（346年），後趙將領麻秋、王擢攻涼，金城太守張沖降趙，涼州震動。時張重華派了征南將軍裴恆抵抗，裴恆卻在廣武防守，久久不戰。司馬張耽就向張重華推薦由謝艾領兵，認為必能抵禦並消滅外敵。張重華於是問謝艾有甚麼策略，謝艾遂自求七千兵以破敵。張重華十分高興，授謝艾中堅將軍，率步騎五千進擊麻秋。謝艾進兵振武，與後趙軍大戰，大敗對方並殺五千多人。謝艾因功獲封福祿伯。
次年，後趙將領石寧增援麻秋，涼將宋秦又降趙，張重華又以謝艾為使持節、軍師將軍，率三萬步騎兵進軍臨河。謝艾乘輕車，載白帽，鳴鼓而行，麻秋見此認為是對方輕視自己，大怒之下命三千黑矟龍驤進攻。謝艾身邊的人見狀都很驚惶，左戰帥李偉更建議謝艾棄車乘馬，但謝艾不但不聽，還下車坐在胡牀指揮軍隊，後趙軍見此就以為有伏兵，不敢前進。同時，涼將張瑁率兵阻截後趙軍後方，趙軍後退時謝艾就乘勢進攻，終大破趙軍，趙將杜勳、汲魚陣亡，俘殺共一萬三千人，麻秋單騎退還大夏。張重華以功進謝艾為太府左長史。
不久，麻秋與石寧率十二萬兵進屯河南，張重華派了將軍牛旋抵禦，但退守枹罕，姑臧人心震恐，張重華想親征，為謝艾及索遐諫止，於是又任命謝艾為使持節、都督征討諸軍事、行衞將軍，索遐為軍正將軍，共率二萬兵抵抗。時孫伏都也來增援麻秋，趙軍遂於長最築城。謝艾誓師時有風吹動牙旗，令旗向東南舞動，索遐於是激勵士兵：「以風為號令，今日旌旗指向敵人，上天都幫助我們呀。」謝艾隨後出兵神鳥，擊退了王擢前鋒，隨後又進攻麻秋，大破對方並令其退還金城。謝艾回軍時順道討伐叛涼的斯骨真等共一萬餘落，共殺千多人，俘二千八百人和牛羊十多萬頭，大勝而歸。
謝艾助前涼擊退了後趙，張重華亦善待他，卻招來平時得張重華寵信的人妒忌，於是聯合起來中傷他，謝艾因而外調為酒泉太守。建興四十一年（353年），張重華病重，下手令想徵召謝艾入朝為衞將軍、監中外諸軍事，擔當輔政工作，但遭張祚及趙長等人壓下而未能傳達。同年張重華去世，世子張曜靈繼位，張祚就矯令為輔政大臣，不久更廢掉張曜靈自己登位，並殺害謝艾。

## 性格特徵
謝艾在涼州以文才著名，是西土名士，張駿曾言：「謝艾的文章雖長但不可以刪節，王濟的文章簡略但不可以增益。」